# Strażnica WOP Zebrzydowice

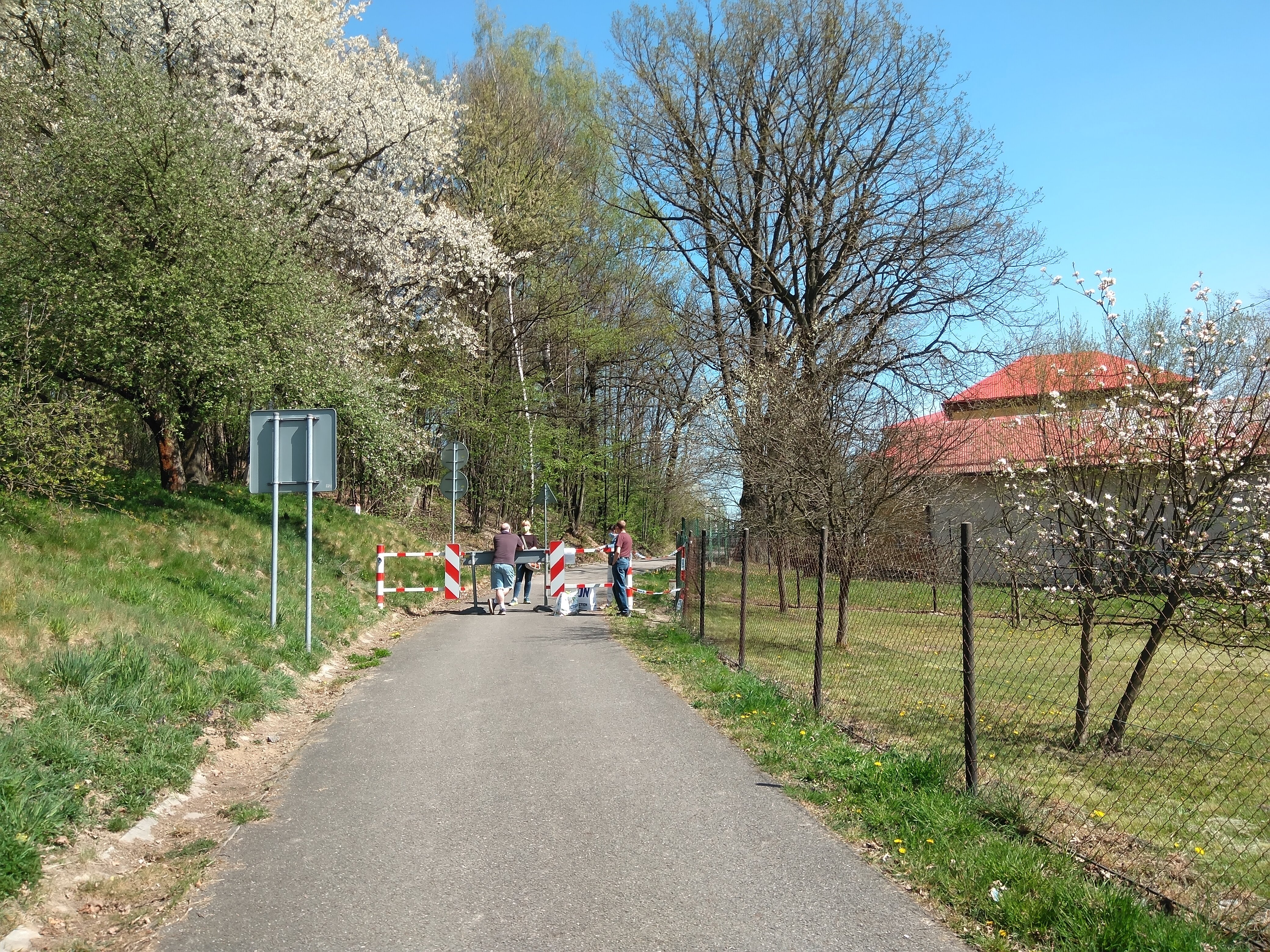
Granica polsko-czeska w rej. Marklowic Górnych podczas zamknięcia granic z powodu pandemii COVID-19, znak gran. nr 135/8 (335/8) (kwiecień 2020)

Strażnica Wojsk Ochrony Pogranicza Kaczyce/Zebrzydowice – zlikwidowany podstawowy pododdział Wojsk Ochrony Pogranicza pełniący służbę graniczną na granicy polsko-czechosłowackiej.

Strażnica Straży Granicznej w Zebrzydowicach – zlikwidowana graniczna jednostka organizacyjna Straży Granicznej realizująca zadania bezpośrednio w ochronie granicy państwowej z Czechosłowacją/Republiką Czeską.

## Formowanie i zmiany organizacyjne
Strażnica została sformowana w 1945 w strukturze 45 komendy odcinka Jastrzębie Zdrój jako 206 strażnica WOP (Kaczyce) o stanie 56 żołnierzy. Kierownictwo strażnicy stanowili: komendant strażnicy, zastępca komendanta do spraw polityczno-wychowawczych i zastępca do spraw zwiadu. Strażnica składała się z dwóch drużyn strzeleckich, drużyny fizylierów, drużyny łączności i gospodarczej. Etat przewidywał także instruktora do tresury psów służbowych oraz instruktora sanitarnego.

W związku z reorganizacją oddziałów WOP, 24 kwietnia 1948 strażnica została włączona w struktury 63 batalionowi Ochrony Pogranicza, a od 1 stycznia 1951 42 batalionu WOP w Cieszynie. W 1952 206 strażnica Kaczyce została przeniesiona do nowego obiektu w Zebrzydowicach w wyniku czego, przy kolejnej reorganizacji została nazwana jako strażnica WOP Zebrzydowice. Od 15 marca 1954 w Wojskach Ochrony Pogranicza wprowadzono nową numerację strażnic, a strażnica WOP Zebrzydowice I kategorii otrzymała nr 213 w skali kraju. W 1956 rozpoczęto numerowanie strażnic na poziomie brygady. Strażnica specjalna Zebrzydowice była 3 w 4 Brygadzie Wojsk Ochrony Pogranicza w Gliwicach. 31 grudnia 1959 była jako 23 strażnica WOP II kategorii Zebrzydowice. 

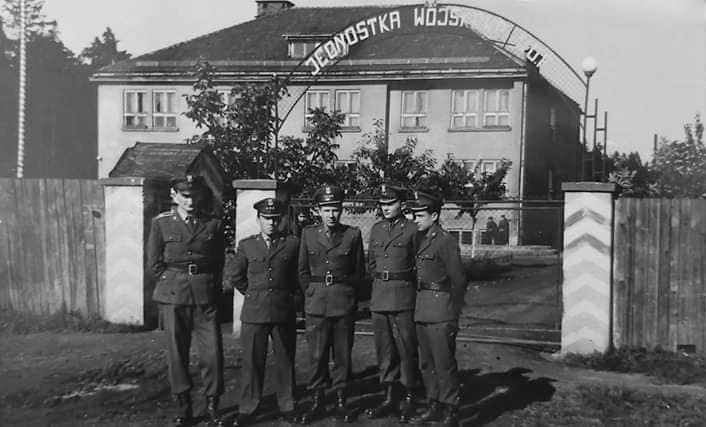
Kadra strażnicy. Od prawej: 1. por. Franciszek Zubkowicz, 2. ppor. Tadeusz Protazy, 3. kpt. Franciszek Buraczewski, 4. por. Mirosław Bereszczyński. Na drugim planie budynek strażnicy (1960)

1 stycznia 1964 była jako 24 strażnica WOP lądowa II kategorii Zebrzydowice. W 1976, w związku z przejściem na dwuszczeblowy system dowodzenia, strażnicę podporządkowano bezpośrednio pod sztab Górnośląskiej Brygady WOP w Gliwicach.
13 grudnia 1981 po wprowadzeniu stanu wojennego na terytorium kraju, dowódca GB WOP wewnętrznym rozkazem w miejscu stacjonowania poszczególnych batalionów, utworzył tzw. „wysunięte stanowiska dowodzenia” (zalążek przyszłych batalionów granicznych), którym podporządkował strażnice znajdujące się na odcinkach dawnych batalionów granicznych. Brygada wykonywała zadania ochrony granicy i bezpieczeństwa państwa wynikające z dekretu o wprowadzeniu stanu wojennego.
W 1983 strażnica WOP Zebrzydowice włączona została w struktury Jednostki WOP im. Ziemi Cieszyńskiej w Cieszynie, a w drugiej połowie 1984 utworzonego batalionu granicznego Górnośląskiej Brygady WOP w Cieszynie, jako Strażnica WOP lądowa rozwinięta kat. I w Zebrzydowicach.

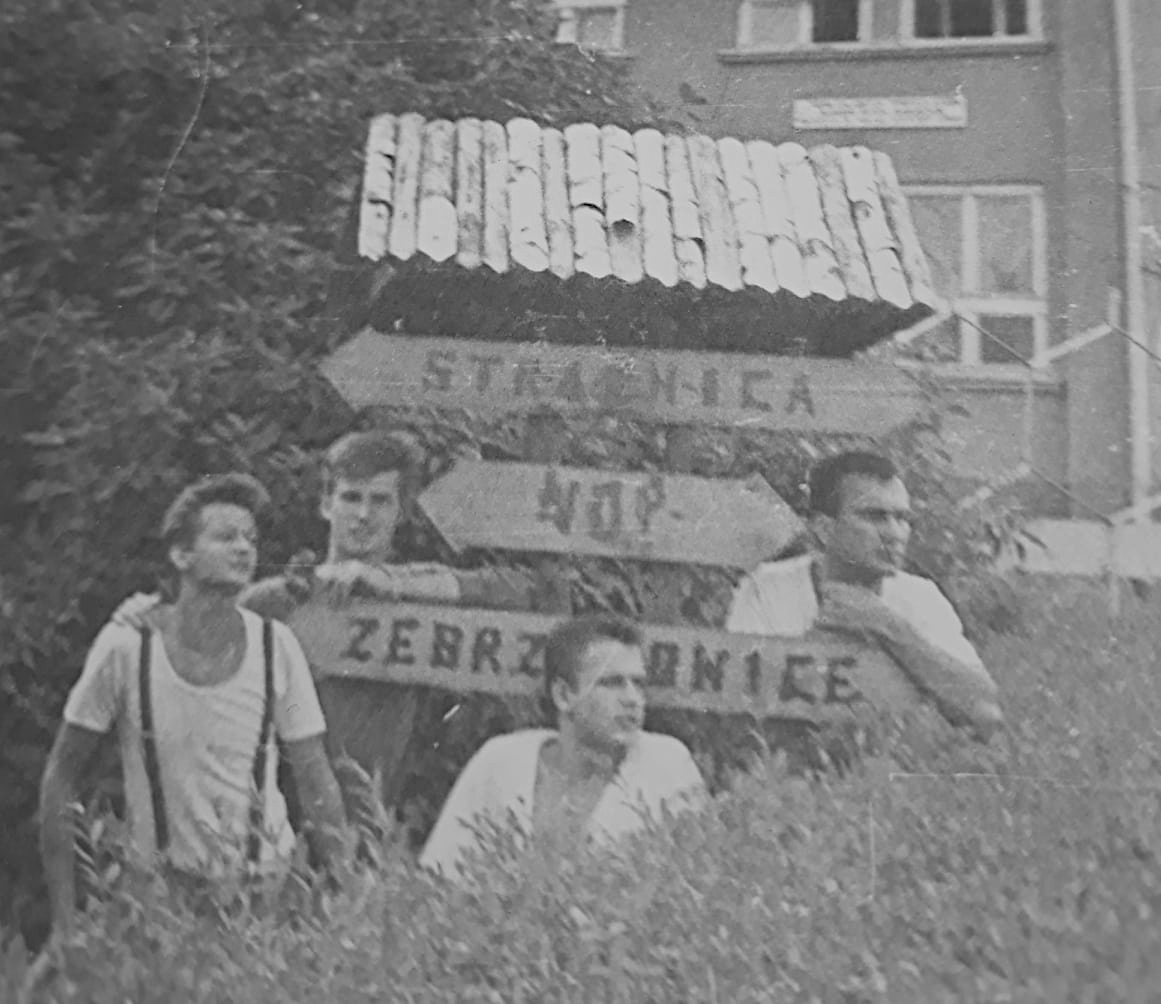
Żołnierze WOP w czasie wolnym (1989)

Od 1989 stopniowo, po odejściu żołnierzy służby zasadniczej do rezerwy, strażnicę rozwiniętą przekształcano w strażnicę na czas „P” kadrową i funkcjonowała do 15 maja 1991. Żołnierze służby zasadniczej WOP z ostatnich poborów nadal pełnili służbę w strażnicy już po utworzeniu Straży Granicznej, równolegle z przyjętymi do służby kandydackiej funkcjonariuszami SG.
Straż Graniczna:
15 maja 1991 po rozwiązaniu Wojsk Ochrony Pogranicza, 16 maja 1991 strażnica przejęta została przez Beskidzki Oddział Straży Granicznej w Cieszynie i przyjęła nazwę Strażnica Straży Granicznej w Zebrzydowicach (Strażnica SG w Zebrzydowicach).
1 grudnia 1998 Decyzją nr 34 Komendanta Głównego Straży Granicznej z dnia 5 sierpnia 1998, Strażnica SG w Zebrzydowicach włączona została w struktury Śląskiego Oddziału Straży Granicznej w Raciborzu.
W 2000 rozpoczęła się reorganizacja struktur Straży Granicznej związana z przygotowaniem Polski do wstąpienia, do Unii Europejskiej i przystąpieniem do Traktatu z Schengen. Podczas restrukturyzacji wprowadzono kompleksową ochronę granicy już na najniższym szczeblu organizacyjnym tj. strażnica i graniczna placówka kontrolna. Wprowadzona całościowa ochrona granicy zniosła podział na graniczne jednostki organizacyjne ochraniające tylko tzw. „zieloną granicę” i prowadzące tylko kontrole ruchu granicznego. W wyniku tego, 2 stycznia 2003 nastąpiło zniesie strażnicy SG w Zebrzydowicach. Ochraniany przez strażnicę odcinek granicy państwowej wraz z obsadą etatową, przejęła Graniczna Placówka Kontrolna Straży Granicznej w Zebrzydowicach. Natomiast w obiektach strażnicy został utworzony prywatny ośrodek rehabilitacji MedCithi.

## Ochrona granicy
W październiku 1945 w ramach tworzących się Wojsk Ochrony Pogranicza na odcinku strażnicy został utworzony Przejściowy Punkt Kontrolny Zebrzydowice – kolejowy I kategorii, którego załoga wykonywała kontrolę graniczną osób, towarów oraz środków transportu w przejściu granicznym:
- Zebrzydowice-Petrovice u Karviné.

Od 1947 na odcinku strażnicy WOP Zebrzydowice funkcjonowały PPK MRG, gdzie kontrolę graniczną i celną osób, towarów oraz środków transportu wykonywała załoga strażnicy:
- Przejściowy Punkt Kontrolny MRG Wymysłów
- Przejściowy Punkt Kontrolny MRG Kaczyce Dolne
- Przejściowy Punkt Kontrolny MRG Kaczyce Górne.

W 1962 długość ochranianego odcinka granicy państwowej wynosiła 11,237 km.
- Od znaku granicznego nr III/308, do znaku gran. nr III/334[15] .
- Na odcinku prawym wykorzystywane były urządzenia podczerwieni[15].

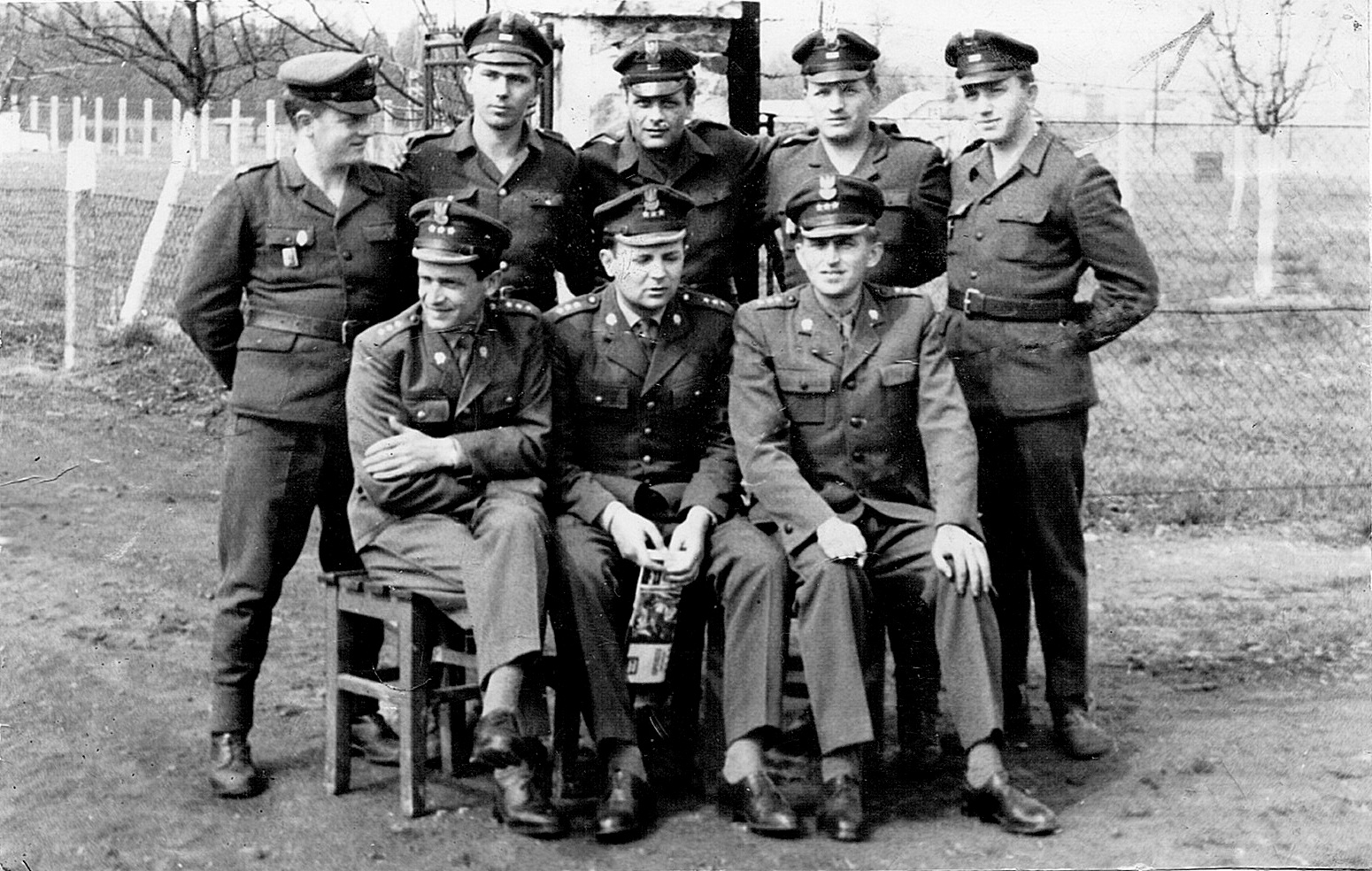
Dowództwo strażnicy w otoczeniu d-ców drużyn. Siedzą od prawej: por. Franciszek Zubkowicz (z-ca d-cy ds. politycznych), por. Tadeusz Protazy (d-ca strażnicy), por. Mirosław Bereszczyński (z-ca d-cy ds. liniowych) (2. poł. 1963)

Od lat 60. XX wieku do końca lat 80. XX w. na odcinku strażnicy do pełnienia służby w ochronie granicy, wykorzystywane były 3 metalowe wieże obserwacyjne:
- Marklowice Górne – 2 wieże [rejon znaków gran. nr III/332 i III/336 (od sierpnia 1974)]
- Ruptawa – 1 wieża [rejon znaku gran. nr III/345 (od sierpnia 1974)].

Do prowadzenia obserwacji pociągów przekraczających granicę na przedłużeniu linii kolejowej nr 93 do Piotrowic koło Karwiny wykorzystywany był pomost (rejon znaku gran. nr III/333).
1 stycznia 1964, na ochranianym odcinku funkcjonowały przejścia graniczne małego ruchu granicznego (mrg), gdzie kontrolę graniczną i celną osób, towarów oraz środków transportu wykonywała załoga strażnicy:
- Kaczyce Dolne-Karviná 1 Ráj
- Kaczyce Górne-Karviná 1 Ráj.

W maju 1973 wprowadzono nowy system ochrony granicy państwowej na odcinku strażnicy WOP Zebrzydowice:
- Został wydłużony ochraniany odcinek granicy państwowej i wynosił 16837 m.
- Od znaku gran. nr 304/4, do znaku gran. nr III/339.
- Obejmował całą gminę Zebrzydowice.
- Został podzielony na 4 rejony do prowadzenia rozpoznania, a do każdego z nich został przydzielony podoficer rozpoznawczy.
- Zaniechano utrzymywania pasa kontrolnego.

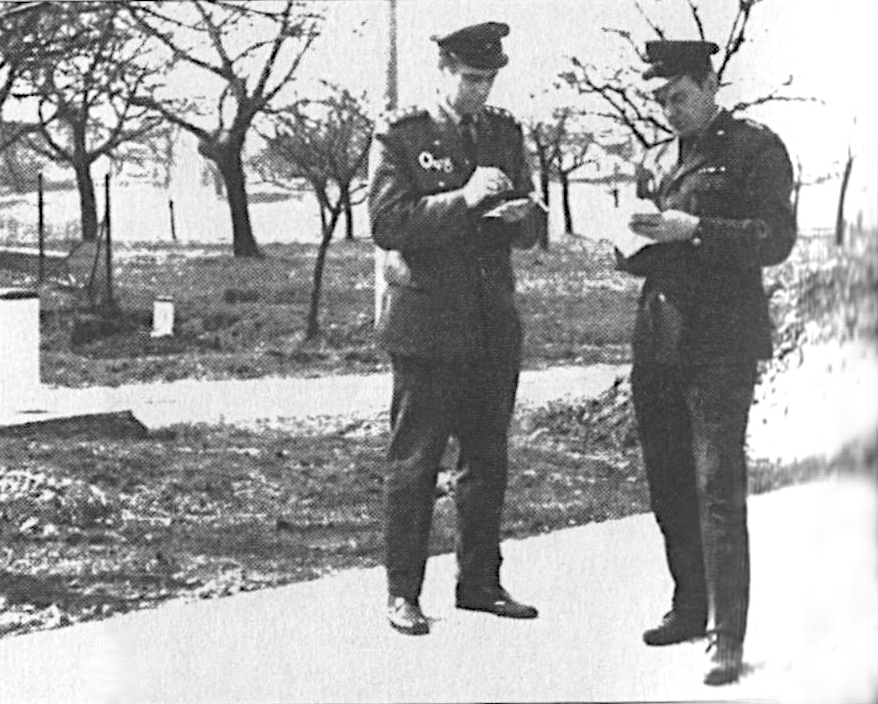
D-ca strażnicy kpt. Ryszard Łętowski i d-ca czechosłowackiej placówki OOSH, uzgadniają zabezpieczenie wspólnie ochranianego odcinka granicy państwowej (miejsce za strażnicą, tam była ćwiczebna granica) (1974)

Do sierpnia 1974 Strażnica WOP Zebrzydowice ochraniała odcinek granicy państwowej:
- Włącznie znak gran. nr III/308b, wyłącznie znak gran. nr III/334.

W sierpniu 1974 odcinek strażnicy został wydłużony po przejęciu części odcinka granicy po rozformowanej strażnicy WOP Ruptawa, tj. od znaku granicznego nr III/334, wyłącznie do znaku granicznego nr III/339.
Do 12 grudnia 1989 Strażnica lądowa rozwinięta WOP Zebrzydowice I kategorii, ochraniała odcinek granicy państwowej:
- Włącznie znak gran. nr III/308b, wyłącznie znak gran. nr III/339.

13 grudnia 1989 odcinek strażnicy został wydłużony po przejęciu części odcinka granicy państwowej, po rozformowanej strażnicy WOP Skrbeńsko, tj. od znaku gran. nr III/339, wyłącznie znak gran. nr III/348.

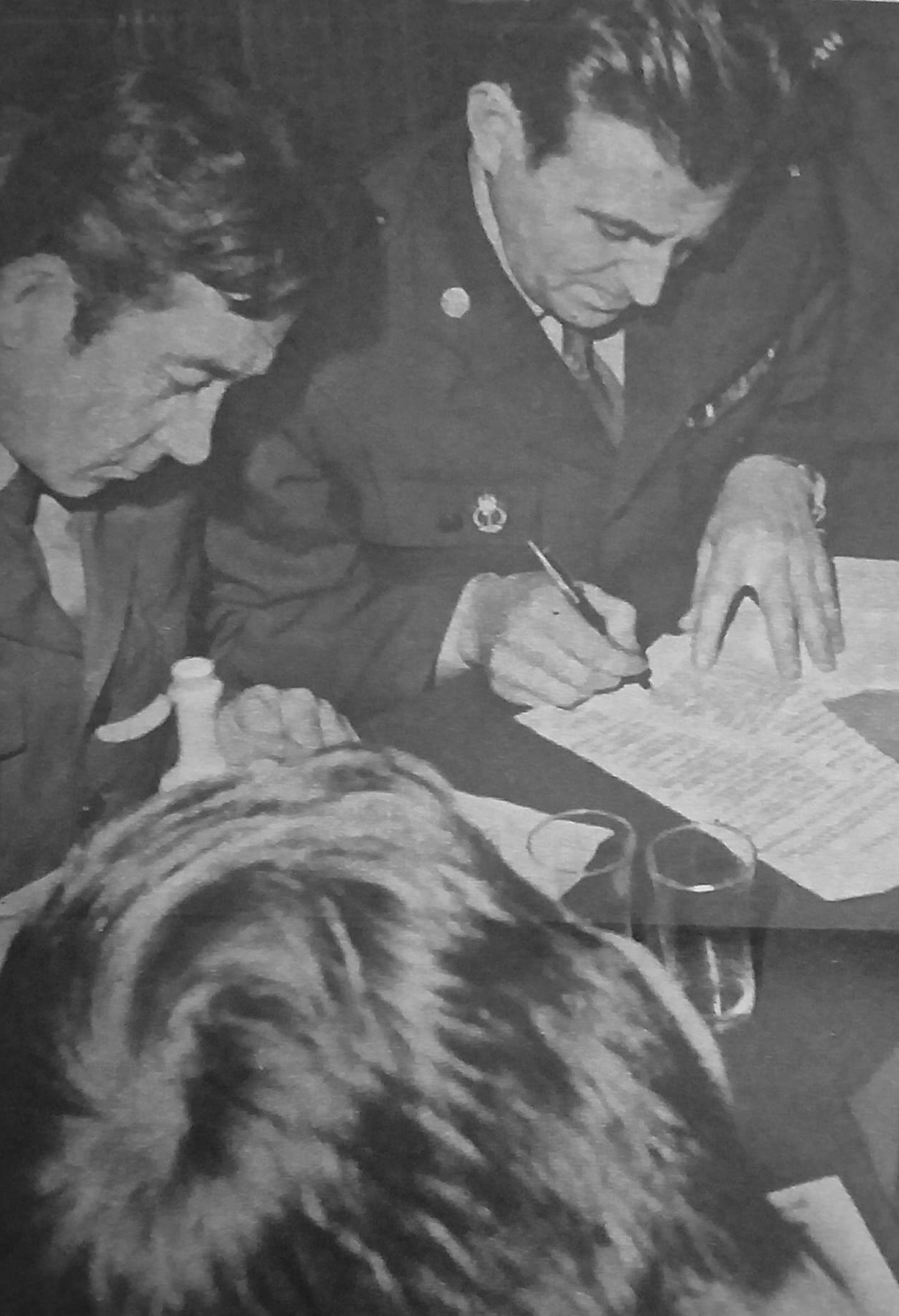
Od lewej: 1. kpt. Alojzy Grim z-ca d-cy GPK Zebrzydowice, 2. kpt. Franciszek Zubkowicz z-ca d-cy strażnicy WOP Zebrzydowice (1971)

Od 13 grudnia 1989 do 31 grudnia 1989, Strażnica WOP Zebrzydowice rozwinięta lądowa I kategorii, a od 1 stycznia 1990 do 15 maja 1991 na czas „P” Strażnica lądowa kadrowa WOP Zebrzydowice, ochraniała odcinek granicy państwowej:
- Włącznie znak gran. nr III/308b, wyłącznie znak gran. nr III/348.
- W okresie zimowym pas śnieżny sprawdzany był minimum: na głównym kierunku dwukrotnie, na pozostałym raz w ciągu doby.
- Współdziałała w zabezpieczeniu granicy państwowej z:
  - Strażnice WOP w Pogwizdowie i Godowie
  - Graniczna Placówka Kontrolna Zebrzydowice
  - Sekcja Zwiadu WOP w Cieszynie
  - Komisariat i Posterunek MO w Zebrzydowicach.
- W ochronie granicy dowódcy strażnicy ściśle współpracowali ze swoimi odpowiednikami tj. naczelnikami placówek OSH (Ochrana Statnich Hranic) CSRS.

Straż Graniczna:
W latach 16 maja 1991 – 31 stycznia 2001, Strażnica SG w Zebrzydowicach ochraniała odcinek granicy państwowej:
- Włącznie zn. gran. nr I/108b, wyłącznie zn. gran. nr I/148.

1 lutego 2001 odcinek strażnicy został wydłużony po przejęciu części odcinka granicy po rozformowanej strażnicy SG w Pogwizdowie, tj. od znaku gran. nr I/108a, włącznie znak gran. nr I/104/3, tj. odcinek w granicach gminy Zebrzydowice.
W latach 1 lutego 2001 – 1 stycznia 2003, Strażnica SG w Zebrzydowicach ochraniała odcinek granicy państwowej:
- Włącznie znak gran. nr 104/3, wyłącznie znak gran. nr I/148.
- Komendant strażnicy współdziałał w zabezpieczeniu granicy państwowej z placówkami po stronie czeskiej cizinecké policie RCPP.

## Wydarzenia
Wydarzenia w strażnicy Zebrzydowice podano za Kronika strażnicy Wojsk Ochrony Pogranicza Zebrzydowice 1962–1981. s. 1–23.:
- 1947 – na całym odcinku strażnicy wprowadzono zapory w miejscach dogodnych do przekroczenia granicy[18].
- 1955–1956 – w szczytowym okresie przestępczości granicznej na ochranianym odcinku, strażnica liczyła ok. 120 żołnierzy i 25 psów służbowych[19].
- 1956 – koniec czerwca, początek lipca w okresie tzw. „Wypadków poznańskich”, przy linii granicznej i w strefie działania, odnajdywano pakunki zawierające ulotki z tzw. „bibułą”, przytwierdzone do balonów leżących na ziemi[20]. W związku z masowością zjawiska, żołnierze otrzymali zezwolenie na użycie broni, celem zestrzelenia nisko przelatujących balonów (nawet jeśli znajdowały się na terytorium czechosłowackim, ale w zasięgu ognia – to samo czynili pogranicznicy czechosłowaccy)[21].
- 1962 – obsada etatowa strażnicy WOP Zebrzydowice: kpt. Franciszek Buraczewski (d-ca strażnicy), por. Franciszek Zubkowicz (z-ca d-cy ds. politycznych), plut. Ryszard Podgórski (szef strażnicy), por. Tadeusz Protazy (d-ca 1 plutonu), por. Mirosław Bereszczyński (d-ca 2 plutonu), st. sierż. Marian Zwierzchowski (kontroler MRG), sierż. Stanisław Porębski (kontroler MRG), sierż. Bogdan Siarek (kontroler MRG), sierż. Edmund Kwiatkowski (kontroler MRG), sierż. Władysław Paska (kontroler MRG), plut. Józef Wnęk (kontroler MRG), plut. Józef Mańko (przewodnik psa).
- 1963 – 18 marca w rej skrzyżowania dróg Kaczyce Górne–Pogwizdów–Kaczyce-Otrębów, w trakcie pościgu st. szer. Z.D. zatrzymał 2 ob. CSRS, J.P. i F.H., którzy ok. godz. 16.00 w rej. znaku gran. nr 314/4 dokonali nielegalnego przekroczenia granicy (npg) do Polski. Obaj pochodzili z Karwiny. W rejon granicy państwowej przybyli pieszo, następnie pas kontrolny przekroczyli po cegłach, rzucając je z pobliskiej drogi. Zatrzymanie nastąpiło na informację mieszkańca pogranicza.
- 1963 – początek 2. poł., w strażnicy nastąpiły zmiany: por. Tadeusz Protazy (d-ca strażnicy), kpt. Franciszek Zubkowicz (z-ca d-cy ds. politycznych), por. Mirosław Bereszczyński (z-ca d-cy ds. liniowych), plut. Józef Wnęk (szef strażnicy), (kpt. Franciszek Buraczewski został przeniesiony do Warszawy).
- 1964 – 20 kwietnia w miejscowości Kaczyce Górne, szer. K.M. pełniący służbę jako element służby granicznej zatrzymał ob. CSRS J.Ch., który ok. godz. 15.00 w rej. znaku gran. nr III/310 dokonał npg z CSRS do Polski. Zatrzymanie nastąpiło na informację mieszkańca pogranicza.
- 1968 – 10 czerwca z okazji 25. Rocznicy Święta WOP, w strażnicy odbyły się zawody sportowo-obronne LOK Zebrzydowice w których wzięło udział 8 drużyn oraz drużyna reprezentująca strażnicę. I miejsce zajęła drużyna reprezentująca strażnicę WOP Zebrzydowice w składzie: szer. Tejchman, szer. Odrożek i szer. Kurzyna .
- 1968 – 12 października z okazji 25. LWP, w strażnicy odbyły się powiatowe zawody obronne LOK o puchar Przewodniczącego Powiatowej Rady Narodowej w Cieszynie. W zawodach wzięli udział przedstawiciel wszystkich gmin powiatu cieszyńskiego. Po zakończeniu odbyło się spotkanie w którym brał udział d-ca batalionu WOP Cieszyn ppłk Jan Krasowski.
- 1969 – d-ca strażnicy por. Tadeusz Protazy został przeniesiony do batalionu WOP Prudnik. Obowiązki d-cy strażnicy przejął por. Ryszard Łętowski, a por. Mirosław Bereszczyński na własną prośbę został przeniesiony do Gdańska.
- 1970 – 7 listopada ok. godz. 05.00–06.00 w rej. znaku gran. nr III/333, w miejscowości Marklowice Górne, doszło do npg z CSRS do Polski przez E.H. ob. NRF. Wymieniony w 1969 zbiegł nieleganie do NRF, a następnie ponownie postanowił wrócić do Polski. Po dojściu z Petrovic do granicy państwowej, wykorzystując brak światła na pomoście kolejowym i niezauważony przez posterunek graniczny pełniący (Pg) służbę w tym rejonie, przeczołgał się torami kolejowymi do Polski. Został zatrzymany na dworcu PKP Zebrzydowice przez mjr. Jana Żyłuka[22] i kpt. Ryszarda Łętowskiego.
- 1972 – strażnicę odwiedzili pogranicznicy z Ludowej Republiki Bułgarii. Strażnica została odznaczona pamiątkowym medalem Georgi Dimitrowa[23].

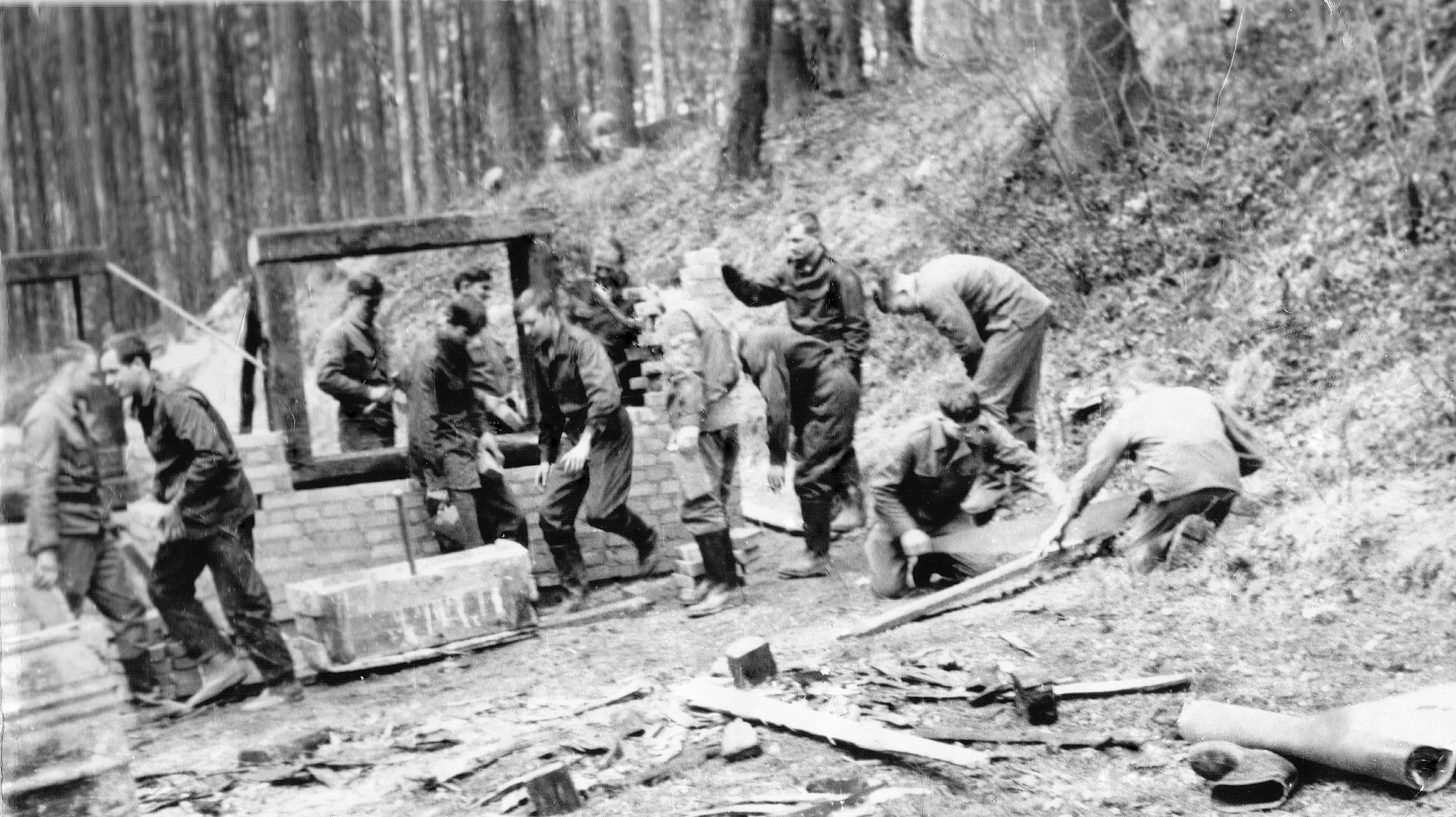
Załoga strażnicy przy budowie strzelnicy (marzec 1973)

- 1973 – marzec, załoga podjęła czyn społeczny, którego celem było wybudowanie strzelnicy, a 1 maja 1973 została oddana do użytku.
- 1973 – maj, Strażnica WOP w Zebrzydowicach była miejscem konferencji prasowej d-cy WOP z dziennikarzami dzienników i tygodników ilustrowanych. Z ramienia d-cy WOP był obecny płk Izydor Koper (z-ca d-cy WOP ds. politycznych) oraz dowództwo GB WOP.
- 1973 – maj, obsada etatowa strażnicy WOP Zebrzydowice: kpt. Ryszard Łętowski (d-ca strażnicy), kpt. Franciszek Zubkowicz (z-ca d-cy strażnicy), plut. Adolf Czyrzyk (szef strażnicy), Grupa rozpoznawcza: st. sierż. Józef Mańko , st. kpr. Janusz Rutkowski, st. kpr. Edmund Polak, st. kpr. Józef Malina , Drużyna graniczna: 11 żołnierzy, Drużyna zaopatrzenia: 5 żołnierzy, Dyżurni operacyjni: 3 żołnierzy, Wyposażenie: motocykle WSK-125 – 4 szt., motorowery „Babetta” – 11 szt.
- 1973 – 8 sierpnia strażnica gościła płk. Gonewa redaktora naczelnego bułgarskiego tygodnika „Pogranicznik” oraz płk. Banasiaka redaktora naczelnego pisma „Granica”. Płk Goniew wręczył odznaki „Wzorowy Pogranicznik Bułgarski” wyróżnionym żołnierzom strażnicy: st. kpr. Edmund Polak, st. kpr. Józef Malina, kpr. Tadeusz Klimas, kpr. Zygmunt Skupin, szer. Tadeusz Romaniuk, szer. Franciszek Maryniuk, szer. Ryszard Ziółkowski, szer. Edward Sobierski, szer. Lech Kurczok .
- 1973 – 9 października z okazji 30. utworzenia LWP, na strażnicy zorganizowano spotkanie z aktywem terenowym gminy Zebrzydowice i zakładem opiekuńczym „Celma” z Cieszyna. Przedstawiciele opiekuńczego zakładu wręczyli żołnierzom upominki .
- 1973 – październik, w strażnicy odbyła się odprawa d-ców strażnic i komendantów posterunków MO powiatów: cieszyńskiego i wodzisławskiego. W odprawie brał szef sztabu GB WOP. W tym dniu za wybitne osiągnięcia we współpracy z LOK, strażnica w Zebrzydowicach została wyróżniona Złotą Odznaką „Zasłużony Działacz LOK”.
- 1974 – czerwiec, strażnicę wizytował wiceminister spraw wewnętrznych gen. bryg. Tadeusz Pietrzak w obecności dowódcy WOP gen. bryg. Czesława Stopińskiego[24] oraz dowództwo brygady. Po zakończeniu zwiedzania odbył się pokaz działa strażnicy w wypadku nielegalnego przekroczenia granicy z CSRS do Polski .

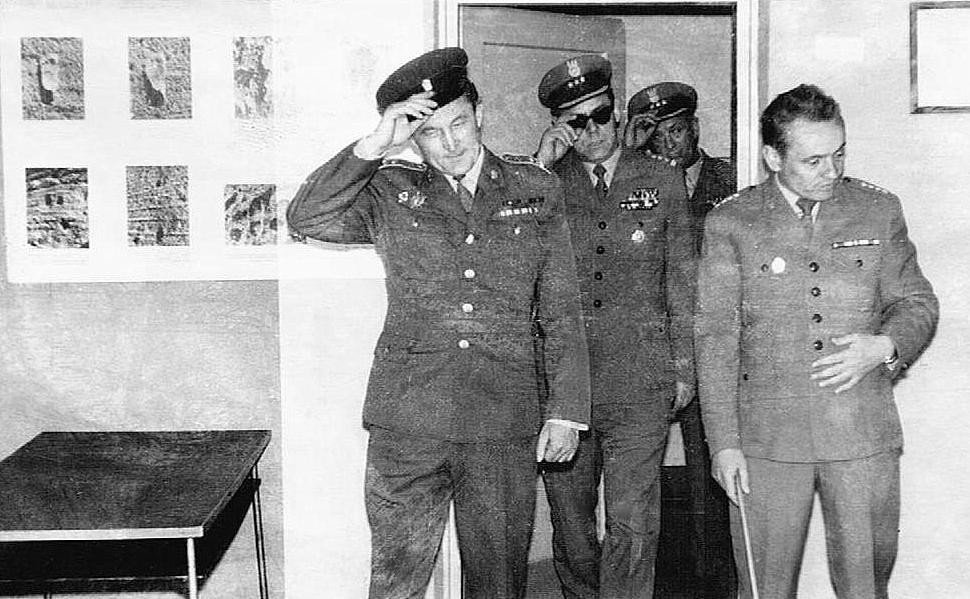
Spotkanie dowództw pograniczników CSRS i WOP (lipiec 1974)

- 1974 – lipiec, w strażnicy odbyło się spotkanie dowództw pograniczników CSRS i WOP. Ze strony CSRS uczestniczył szef sztabu pograniczników CSRS, polską stronę reprezentowali płk Begier oraz dowództwo GB WOP.
- 1974 – 7 sierpnia do strażnicy z wizytą przyjaźni przybył d-ca pograniczników NRD. Gościowi towarzyszył d-ca WOP gen. bryg. Czesław Stopiński oraz dowództwo GB WOP. Goście zapoznali się z ochroną granicy państwowej po wprowadzeniu nowego systemu.
- 1975 – 1–4 czerwca podczas zawodów drużyn Harcerskiej Służby Granicznej, drużyna HSG ze szkoły w Kaczycach Górnych zajęła I miejsce. Zawody organizowane były przez dowództwo GB WOP, w których brały udział najlepsze drużyny z województw: opolskiego i katowickiego. Osiągnięty sukces był efektem dobrej pracy instruktorów HSG ze strażnicy WOP Zebrzydowice. Następnie drużyna z Kaczyc brała udział w zlocie najlepszych drużyn HSG na szczeblu WOP w Słubicach.
- 1975 – 17 czerwca przybyła kontrola po linii politycznej z dowództwa WOP. Przewodniczącym komisji był I sekretarz PZPR na szczeblu WOP płk Żmucki. Zespół kontrolny ocenił prowadzenie pracy partyjno-politycznej w strażnicy na ocenę dobrą. Załoga zdała egzaminy z wyszkolenia politycznego na ocenę 4,12.
- 1975 – 28 października o godz. 19.45 strona CSRS poinformowała, że w rejonie znaku gran. nr 310/2 (miejscowość Kaczyce Górne), doszło do npg z CSRS do Polski przez 1 osobę. O godz. 20.35 szt. szer. H.H. i szer. A.Cz. w Kaczycach Górnych zatrzymali sprawcę npg ob. CSRS I.I. narodowości greckiej. Ww. posiadał fałszywy paszport jugosłowiański na nazwisko Jakowlewicz, z podrobioną pieczęcią na wjazd do Polski w przejściu granicznym Zebrzydowice-Petrovice u Karviné, z datą 28.10.1975. Oświadczył, że paszport ten dostarczył mu ok. pół temu ob. RFN za kwotę 10 tys. Kč i zamierzał na podstawie tego dokumentu wyjechać do RFN.
- 1975 – grudzień, w podsumowaniu współzawodnictwa i przodownictwa za 1975 rok na szczeblu GB WOP, Strażnica WOP Zebrzydowice uzyskała miano Wyróżniającej. Za należyte wywiązywanie się z obowiązków żołnierskich d-ca GB WOP rozkazem nr Pf-185 z dnia 24.12 1975, awansował do stopnia st. szer. Piotr Kępys. Nadał tytuł i odznakę Wzorowy Żołnierz WOP: kpr. Wacław Góraczewski, szer. Adam Czajkowski. Nadał tytuł o srebrną odznakę Wzorowy Żołnierz: kpr. Kazimierz Hamowski. Nadał tytuł i brązową odznakę Wzorowy Żołnierz: kpr. Andrzej Rak, kpr. Andrzej Rechmet, kpr. Edward Chojnacki, kpr. Piotr Cieślar, szer. Antoni Mika, szer. Antoni Władyka, szer. Marian Puzon.

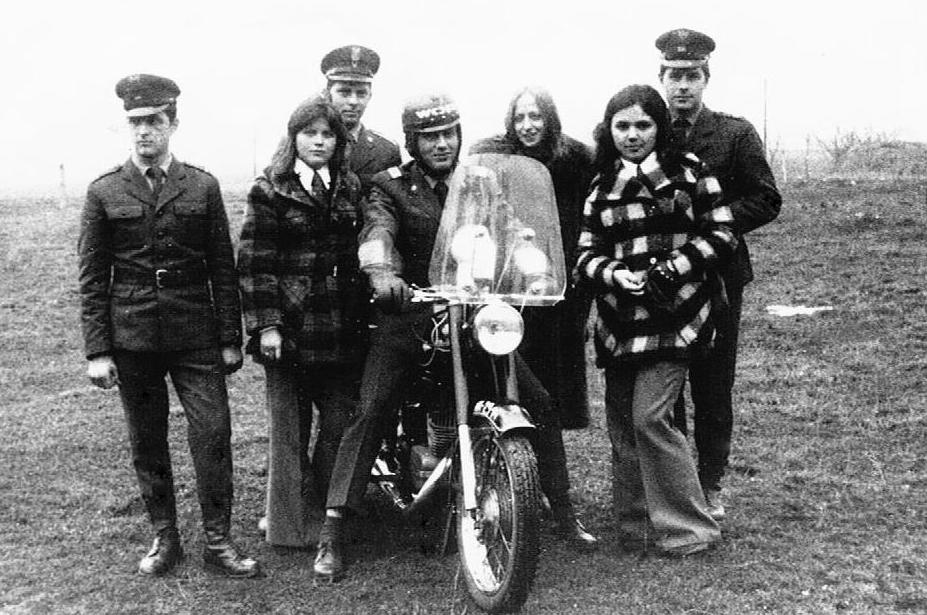
Redaktor miesięcznika Fakty wydarzenia Halina Łobocka (w środku) i przedstawicielki koła ZMS z Kończyc Małych (marzec 1976)

- 1976 – 25 marca w dowód uznania dla działalności koła SZMW, które po podsumowaniu współzawodnictwa zajęło I miejsce na szczeblu batalionu WOP Cieszyn, do strażnicy przybyła redaktor miesięcznika Fakty wydarzenia Halina Łobocka. Interesowała się działalnością koła SZMW na strażnicy oraz współpracą z organizacjami młodzieżowymi w strefie nadgranicznej. W spotkaniu uczestniczyły przedstawicielki koła ZMS z Kończyc Małych.
- 1976 – 10 czerwca rozkazem d-cy GB WOP strażnica WOP Zebrzydowice uzyskała tytuł Strażnicy Służby Socjalistycznej.
- 1976 – wycofano z granicy rowery, zastępując je motocyklami małolitrażowymi; WSK-175 dla kadry i WSK-125 dla żołnierzy służby zasadniczej (5–13 motocykli w zależności od obsady i na jakiej granicy). Wyposażone w łączność radiową motocykle stały się podstawowym środkiem transportu w służbie patrolowej i rozpoznawczej[25].
- 1977 – czerwiec, z okazji 32. rocznicy utworzenia WOP odbyły się zawody sportowo-obronne o puchar przechodni Dowódcy Strażnicy, w których wzięło udział 12 drużyn. Puchar zdobyła drużyna w składzie: kpr. Andrzej Dworaczak, kpr. Andrzej Laszkiewicz, szer. Andrzej Rozmus uzyskując 197 punktów.
- 1977 – 29 lipca st. szer J.G. w rej. znaku gran. nr 304/3, ok. godz. 16.30 zatrzymał 4 ob. CSRS, którzy dokonali npg z CSRS do Polski i tego samego dnia ok. godz. 18.00 zatrzymał ob. CSRS, podczas próby npg z przemytem, z Polski do CSRS. Za powyższe st. szer. J.G. nadano tytuł i odznakę Wzorowy Żołnierz WOP.
- 1977 – 10 października ppor. Bogumił Bajek został z-cą d-cy strażnicy WOP Zebrzydowice.
- 1978 – 1–4 czerwca w Soblówce odbyły się zawody o tytuł najlepszej drużyny HSG w GB WOP. W zawodach brało udział 15 drużyn z 8 chorągwi: bielskiej, katowickiej i opolskiej. Puchar przechodni d-cy brygady zdobyła drużyna ze szkoły w Kaczycach Górnych. Drużynę przygotowali: kpr. Marian Szmiłyk i plut. Eugeniusz Punicki.
- 1978 – 12 lipca ok. godz. 22.15 w rej. znaku gran. nr III/313 szer. K. i szer. R. zatrzymali 2 ob. CSRS podczas próby nielegalnego przenoszenia towarów zakupionych w Polsce do CSRS. Za powyższy czyn ww. nadano tytuł i odznakę Wzorowy Żołnierz WOP.
- 1978 – 3 października z okazji 34. rocznicy utworzenia MO i SB odbył się turniej piłkarski z udziałem drużyn: GPK Zebrzydowice, Posterunek i Komisariat MO Zebrzydowice, Komenda Miejska MO Jastrzębie, Strażnica WOP Zebrzydowice. Drużyna ze strażnicy WOP Zebrzydowice zajęła I miejsce.
- 1978 – 8 października na stanowisko z-cy d-cy strażnicy przybył ppor. Zdzisław Kuchejda, zastępując ppor. Bogumiła Bajka.
- 1978 – 9 października na strażnicy odbył się zlot drużyn HSG gminy Zebrzydowice połączony z Dniem LWP. Zorganizowany był program artystyczny oraz konkurs „Czy znasz tradycje LWP”.
- 1978 – 9 października z okazji 35. rocznicy utworzenia LWP odbyły się zawody sportowo-obronne o puchar Dowódcy Garnizonu z udziałem 12 drużyn. Drużyna w składzie: kpr. Andrzej Dworaczek, szer. Janusz Janczura i szer Ginter Kandzia zdobyła puchar, za co zostali wyróżnieni urlopem nagrodowym przez d-cę strażnicy.
- 1979 – 1 kwietnia z okazji „Dnia Przodownika” za udział w przodownictwie i współzawodnictwie d-ca GB WOP rozkazem nr Pf-49 z dnia 20.03.1979 nadał tytuł wyróżniający i odznakę Wzorowy Żołnierz WOP: szer. Marian Gibaszek, szer. Czesław Drobisz. Tytuł wyróżniający i brązową odznakę Wzorowy Żołnierz: kpr. Zdzisław Woszczak, st. szer. Bogusław Mryka, szer. Andrzej Seremak, szer. Ryszard Jatczak, szer. Zbigniew Prusicki, szer. Zbigniew Godawiec i szer. Stanisław Górny.
- 1979 – 6 maja z okazji „Dnia Zwycięstwa”, odbyły się zawody sportowo-obronne o puchar Zwycięstwa w następujących konkurencjach: strzelanie z kbks, z trzech postaw, rzut granatem, skok w dal, konkurs wiedzy społeczno-politycznej. W zawodach brało udział 10 drużyn. I miejsce i puchar Zwycięstwa zdobyła drużyna strażnicy WOP Zebrzydowice: kpr. Marek Piecha, kpr. Marek Sieczkowski i szer. Andrzej Seremak. Za powyższe d-ca strażnicy wyróżnił ww. żołnierzy urlopem nagrodowym.
- 1979 – 5 czerwca z okazji „Międzynarodowego Dnia Dziecka” Gminny Front Jedności Narodu i strażnica, zorganizowali zawody sportowo-obronne dla szkół gminy Zebrzydowice w następujących konkurencjach: piłka nożna, zawody wędkarskie, skok w dal, bieg na 100 m, strzelanie z wiatrówki, w której wzięło udział ok. 600 dzieci. Za zorganizowanie imprezy Sekretarz Gminny PZPR tow. Marian Szczotka podziękował załodze strażnicy za wkład w zorganizowanie z dziećmi imprezy.
- 1979 – 2 października na stanowisko z-cy d-cy strażnicy przybył ppor. inż. Jerzy Szuba, zastępując ppor. Jerzego Kuchejdę, który ubył na GPK Zebrzydowice.

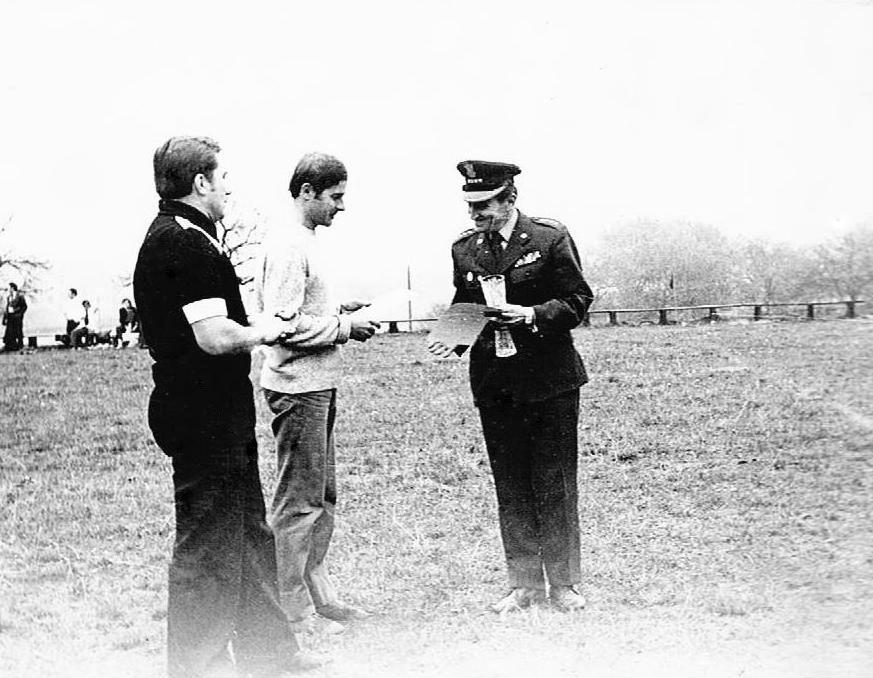
kpt. Franciszek Zubkowicz (d-ca strażnicy) odbiera z rąk kpt. MO mgr Fołtyna (k-nt komisariatu MO Zebrzydowice) Puchar Przechodni (październik 1979)

- 1979 – 17 października z okazji 35. rocznicy powstania MSW odbył się turniej piłki nożnej o puchar przechodni Przewodniczącej FJN. W turnieju brały udział drużyny: Komisariat i posterunek MO Zebrzydowice, Urząd Celny Zebrzydowice, GPK Zebrzydowice i Strażnica WOP Zebrzydowice. I miejsce zajęła drużyna strażnicy.
- 1979 – 17–20 października w strażnicy została przeprowadzona inspekcja przez Zarząd Polityczny WOP. Strażnica uzyskała ocenę 4,11.
- 1980 – wrzesień, na własną prośbę ubył z-ca d-cy strażnicy ppor. Jerzy Szuba.
- 1980 – 3 października na stanowisko z-cy d-cy strażnicy przybył ppor. Janusz Bulski.
- 1980 – 18 października z okazji 37. rocznicy utworzenia LWP odbyły się zawody sportowo-obronne zorganizowane przez Urząd Gminy. W zawodach brało udział 10 drużyn. Drużyna strażnicy w składzie: st. szer. Sadowski, st. szer. Majcherczyk i szer. Kuś zajęła III miejsce, a indywidualnie szer. Kuś zajął II miejsce.
- 1980 – 18 października ok. godz. 21.30 w rej. znaku gran nr III/330 (Marklowice Górne), szer. C. zatrzymał ob. CSRS podczas próby npg z Polski do CSRS. Za ww. czyn szer. C. został wyróżniony przez d-cę strażnicy.
- 1980 – 1 listopada ok. godz. 10.20 na informację mieszkańca pogranicza, w wyniku wspólnych działań strażnicy WOP Zebrzydowice i strony CSRS, zatrzymano 2 ob. CSRS za to, że w rej. szkoły w Marklowicach Górnych dokonali npg z CSRS do Polski. Za udzieloną pomoc organom WOP, d-ca GB WOP wyróżnił mieszkańca pogranicza nagrodą pieniężną w wysokości 1000 zł.
- 1981 – 21 stycznia o godz. 17.15 kpr. M.T. wykrył ślady npg z CSRS do Polski 1 osoby w rej. znaku gran. nr III/..., a o godz. 18.15 st. szer. W.K. w rej. znaku gran. nr III/334 wykrył ślady npg z CSRS do Polski 3 osób. Prowadzone działania pościgowo-rozpoznawcze przez strażnicę nie przyniosły rezultatu. W wyniku pracy operacyjno-rozpoznawczej Grupy Operacyjnej Cieszyn i strażnicy, ustalono sprawców: na odcinku prawym ob. CSRS, na odcinku lewym ob. Polski, który 19 stycznia 1981 dokonał npg z Polski do CSRS na odcinku strażnicy WOP Godów.
- 1981 – 21 marca ok. godz. 16.50 na informację mieszkańca pogranicza, w wyniku działań pościgowych patrolu pogotowia[j] zatrzymano ob. Polski o podanym rysopisie. Ww. 19 marca 1981 dokonał npg z Polski do CSRS i 21 marca z CSRS do Polski w rej. Kaczyc Dolnych.
- 1981 – 5 kwietnia z okazji „Dnia Przodownika” rozkazem nr Pf-76 d-ca GB WOP nadał tytuł DSS dla drużyn: rozpoznawczej, młodszych kontrolerów i funkcyjnych GPK. Awans do stopnia: st. kpr. Janusz Misterkiewicz, kpr. Bogdan Donocik, kpr. Andrzej mikołajski, st.szer. Grzegorz Wilk, st. szer. Zbigniew Szumiec, st. szer. Stanisław Kuś. Nadał tytuł wyróżniający i odznakę Wzorowy Żołnierz WOP: plut. Zbigniew Kotarz, kpr. Maciej Toboła, st. szer. Włodzimierz Kos. Tytuł wyróżniający i srebrną odznakę Wzorowy Żołnierz: kpr. Marek Jakubczyk. Tytuł wyróżniający i brązową odznakę Wzorowy Żołnierz: szer. Alojzy Franica, szer. Robert Błoński i szer. Roman Szopa.
- 1981 – maj, Zarząd Gminny Kultury i Sportu w Zebrzydowicach był organizatorem „Biegu Zwycięstwa” w którym udział wzięła reprezentacja strażnicy. Miejsce II – st. szer. Stanisław Kuś, miejsce IV – st. szer. Władysław Majcherczyk. Uczestniczył w zawodach kpr. Jan Kwaśniewicz.
- 1981 – 25 maja ok. godz. 22.00 Podsłuch[j] w składzie szer. B. i szer. G. w Marklowicach zatrzymał 2 ob. Polski za próbę npg z przemytem wartości 25 tys. zł.
- 1981 – 20 czerwca na zebraniu Koła ZSMP podsumowano akcję czynów „Ojczyźnie 10 czynów żołnierskich”. Załoga strażnicy na rzecz środowiska i gospodarki narodowej przepracowała 2100 rob./godz., zajmując I miejsce wśród strażnic GB WOP i III miejsce wśród pododdziałów brygady.
- 13 grudnia 1981–22 lipca 1983 – (stan wojenny w Polsce), normę służby granicznej dla żołnierzy podwyższono z 8 do 12 godzin na dobę. Patrole wysyłane w teren zostały wzmocnione. Wyeliminowano służby składające się z jednego żołnierza. Ścisłą kontrolą objęto całą strefę nadgraniczną, zamknięte zostały niektóre szlaki turystyczne, a ruch w strefie nadgranicznej został znacznie ograniczony. W stan gotowości były postawione wszystkie pododdziały odwodowe. Mimo utrudnionych warunków nie zaprzestano współpracy z ludnością pogranicza[26].
- Lata 80. – główną kucharką była Emilia Przybyła. W budynku strażnicy żołnierze mieli do dyspozycji jadalnię oraz kuchnię. Do strażnicy należały 3 ha pola, na których uprawiało się jęczmień i owies, oraz warzywa i owoce[27].

## Sąsiednie graniczne jednostki organizacyjne
- 205 strażnica WOP Cieszyn ⇔ 207 strażnica WOP Marklowice – 1946
- 205a strażnica WOP Pogwizdów ⇔ 207 strażnica WOP Marklowice – 1947
- 212 strażnica WOP Pogwizdów ⇔ 214 strażnica WOP Ruptawa – 15.03.1954
- 2 strażnica WOP Pogwizdów II kat. ⇔ 4 strażnica WOP Ruptawa I kat. – 1956
- 24 strażnica WOP Pogwizdów III kat. ⇔ 22 strażnica WOP Ruptawa III kat. – 31.12.1959
- 25 strażnica WOP Pogwizdów lądowa III kat. ⇔ 23 strażnica WOP Ruptawa lądowa IV kat. – 1.01.1964
- Strażnica WOP Pogwizdów lądowa rozwinięta II kat. ⇔ Strażnica WOP Skrbeńsko lądowa rozwinięta II kat. – do 12.12.1989
- Strażnica WOP Pogwizdów lądowa rozwinięta II kat. ⇔ Strażnica WOP Godów lądowa rozwinięta I kat. – 13.12.1989–16.04.1990
- Strażnica lądowa kadrowa WOP Pogwizdów ⇔ Strażnica lądowa kadrowa WOP Godów – 17.04.1990–15.05.1991

Straż Graniczna:
- Strażnica SG w Pogwizdowie ⇔ Strażnica SG w Godowie – 16.05.1991–31.01.2001
- Strażnica SG w Cieszynie ⇔ Strażnica SG w Godowie – 1.02.2001–15.10.2002
- GPK SG w Cieszynie ⇔ Strażnica SG w Godowie – 16.10.2002–1.01.2003.

## Komendanci/dowódcy strażnicy
- Stanisław Toboła (16.10.1948–12.06.1950)[28]
- por. Stanisław Kućka[29]
- por. Mirosław Bereszczyński (był w 08.1956)
- por. Antoni Zalewski cz.p.o. (08.1956–09.1956)[k]
- kpt. Franciszek Buraczewski (był w 1962[15]–początek 2. poł. 1963[30])
- por./kpt. Tadeusz Protazy (początek 2. poł. 1963[30]–11.1969[31])
- kpt. Ryszard Łętowski (11.1969[31]–28.04.1977[l][32])
- kpt. Franciszek Zubkowicz (29.04.1977[m][32]–był 17.10.1979[33])
- kpt. Jan Bulski
- por. Władysław Siwek (był w 1984)[34]
- por. Krzysztof Kowalczyk (był w 1986–1987)[n]
- ppor. Władysław Chojnowski[35] (03.1988–09.1988)[o]
- ppor./por. Marek Skakuj[29] (09.1989–03.1990)[p]
- ppor./por. Bogusław Bujok[36] (03.1990–1.04.1991[q])

Komendant strażnicy SG:
- por. SG/mjr SG Bogusław Bujok (2.04.1991–1.01.2003) – do rozformowania[r].